# Марквардт, Дарси
Дарси Марквардт (англ. Darcy Marquardt; род. 22 марта 1979, Ванкувер, Британская Колумбия) — канадская гребчиха, выступавшая за сборную Канады по академической гребле в период 2002—2013 годов. Серебряная призёрка летних Олимпийских игр в Лондоне, чемпионка мира, победительница и призёрка многих регат национального значения.

## Биография
Дарси Марквардт родилась 22 марта 1979 года в городе Ванкувер провинции Британская Колумбия, Канада.
Училась в Викторианском университете по специальностям французского языка и психологии, окончив его в 2005 году. Во время учёбы состояла в университетской гребной команде «Виктория Вайкс», неоднократно принимала участие в различных студенческих регатах.
Первого серьёзного успеха на взрослом международном уровне добилась в сезоне 2002 года, когда вошла в основной состав канадской национальной сборной и побывала на чемпионате мира в Севилье, откуда привезла награду серебряного достоинства, выигранную в зачёте распашных безрульных четвёрок — в решающем заезде пропустила вперёд только экипаж из США.
В 2003 году в восьмёрках выиграла бронзовые медали на этапе Кубка мира в Люцерне и на мировом первенстве в Милане.
Благодаря череде удачных выступлений удостоилась права защищать честь страны на летних Олимпийских играх 2004 года в Афинах, вместе с напарницей Баффи Александер показала четвёртый результат в безрульных двойках.
В сезоне 2006 года в безрульных двойках одержала победу на этапе Кубка мира в Мюнхене и на чемпионате мира в Итоне.
Представляла страну на Олимпийских играх 2008 года в Пекине, была здесь близка к призовым позициям в восьмёрках, показав на финише четвёртый результат.
После пекинской Олимпиады Марквардт осталась в гребной команде Канады на ещё один олимпийский цикл и продолжила принимать участие в крупнейших международных регатах. Так, на мировом первенстве 2010 года в Карапиро она стала серебряной призёркой в восьмёрках, уступив в финале экипажу из США.
В 2011 году побывала на чемпионате мира в Бледе, откуда тоже привезла награду серебряного достоинства, выигранную в восьмёрках — вновь пропустила вперёд американских спортсменок.
Находясь в числе лидеров канадской национальной сборной, благополучно прошла отбор на Олимпийские игры 2012 года в Лондоне. В составе экипажа, куда также вошли гребчихи Рейчел Винберг, Криста Гюлуан, Лорен Уилкинсон, Джанин Хансон, Натали Мастраччи, Андреанн Морен, Эшли Бжозович и рулевая Лесли Томпсон-Уилли, финишировала в женских восьмёрках второй позади команды из США и тем самым завоевала серебряную олимпийскую медаль.
В 2013 году в восьмёрках выиграла бронзовую медаль на этапе Кубка мира в Мюнхене и на этом приняла решение завершить спортивную карьеру.